# Helmut Moschik
Helmut Hannes Moschik (* 26. Oktober 1970 in München) ist ein ehemaliger österreichischer Basketballspieler. Der 2,06 Meter lange Innenspieler bestritt 45 A-Länderspiele.

## Laufbahn
Moschik spielte von 1987 bis 1989 in Landskron, im Spieljahr 1989/90 bei der Turnerschaft Innsbruck, gefolgt von vier Jahren bei den Wörthersee Piraten (1990–1994). 1994 wechselte er nach Kapfenberg, wo er bis 2002 blieb. 2001 und 2002 errang er mit der Mannschaft die österreichische Meisterschaft. Ab 2002 bis zu seinem Karriereende war Moschik noch für ASKÖ Villach aktiv.
Später war er unter anderem als Jugendtrainer tätig.

### Nationalmannschaft
Für die österreichische A-Nationalmannschaft absolvierte er 45 Länderspiele.